# Antonio Dardani

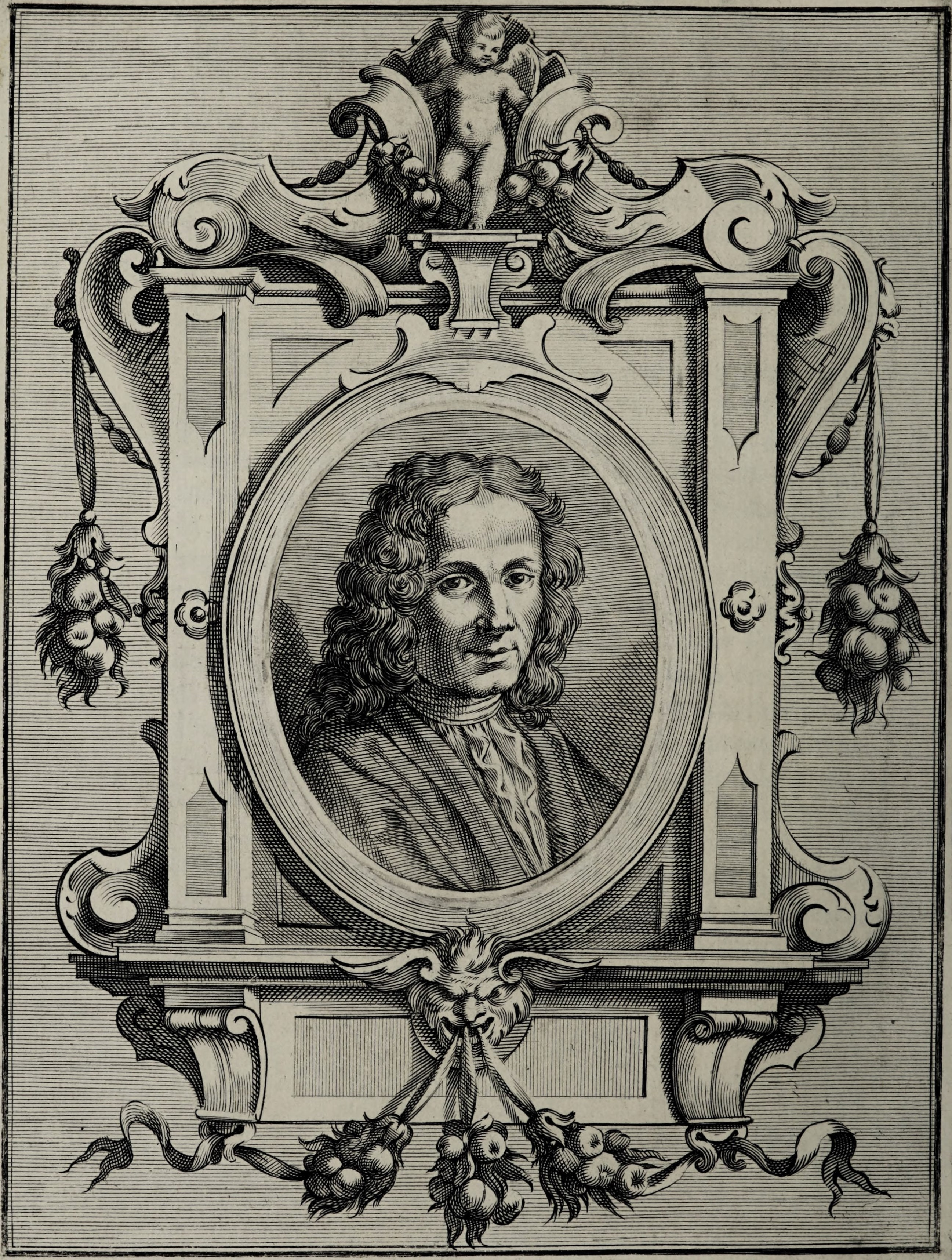
Ritratto di Antonio Dardani (Bulino).

Antonio Dardani (Bologna, 1677 – 29 settembre 1735) è stato un pittore italiano del barocco, principalmente attivo nella sua nativa Bologna.

## Biografia
Intorno al 1720 dipinge il Teatro Regio di Modena insieme a Giovanni Zanardi.
Fu descritto come un pittore versatile, eccellente in ogni modo di dipingere. Fu apprendista inizialmente presso Angelo Michele Toni e successivamente presso Giovanni Maria Viani. Alla morte di quest'ultimo, collaborò con Domenico Maria Viani. Dardani andò a Parma e copiò alcuni dipinti del Correggio. Tornato a Bologna, dipinse una pala d'altare della Vergine e dei Santi per un altare della chiesa di Santa Maria del Pianto, a Castello di San Pietro in Cerro, e sostituita da una pala d'altare dedicata ai santi Barbara e Donino.
Per il conte Zani dipinse alcune stanze nella sua casa di campagna, poi nel 1707 si recò a Macerata con Carlo Rambaldi, al servizio del Bonacursi, e poi a Roma per diletto. Nella chiesa di S. Caterina di Strada Maggiore lasciò una tela raffigurante San Giovanni Gualberti che calpesta il diavolo, e, per la chiesa di San Benedetto, degli angeli che reggono le insegne di santi. Per i padri domenicani ha raffigurato San Vincenzo Ferrer che resuscita un bambino morto. Dipinse per la chiesa della Madonna del Carmine nel forte Urbano e molte decorazioni transitorie per esequie funebri, nonché scene per opere e teatro, sia a Bologna che all'estero.
Fu il 14º Principe dell'Accademia Clementina ed ebbe come allievo Vittorio Maria Bigari. Sviluppò un forte mal di testa, poi febbre e morì due giorni dopo, il 29 settembre 1735. Il suo figlio maggiore, a soli 18 anni quando morì, divenne pittore.